# Morphoprozess
Morphoprozess ist eine Bezeichnung, die ursprünglich von russischen Wissenschaftlern (Wladimir Wernadski und Wladimir Beklemischew) verwendet wurde, um den kontinuierlichen Prozess evolutionärer Veränderungen von Lebewesen zu charakterisieren.
Beklemischew hat drei Arten von Morphoprozessen unterschieden:
1. Zu den zyklischen Morphoprozessen zählte er vor allem Einzeller, die durch ihre Fähigkeit der Zellteilung potentiell unsterblich sind.
2. Zu den zyklisch terminalen Morphoprozessen zählte er alle mehrzelligen Organismen, die sich selbst fortpflanzen, dann aber nach einer bestimmten Lebensdauer sterben.
3. Zu den terminalen Morphoprozessen zählte er die Biosphäre der Erde, da diese in ferner Zukunft ein terminales Ende finden wird, ohne jedoch Nachkommen zeugen zu können.

Die Morphoprozess-Gedanken von Beklemischew und Wernadski sind außerhalb des russischen Sprachraums wenig bekannt, für die Evolutionsforschung jedoch von besonderer Bedeutung, weil hierdurch eine prozessuale Betrachtung in den Vordergrund gerückt wird. Evolution wird üblicherweise als Ergebnis von Mutation, Selektion und Umweltanpassung betrachtet. Eine Betrachtung der Evolution als Morphoprozess der von unterschiedlichen Faktoren beeinflusst wird, ist in diesem Zusammenhang jedoch von besonderem Vorteil.
In der Morphoprozess-Theorie der Evolution, die als Weiterentwicklung der Frankfurter Evolutionstheorie angesehen werden kann, wird dieser Gedanke aufgegriffen und konsequent weiterentwickelt, indem 'Mechanismen und Faktoren der Evolution' (= des Morphoprozess-Wandels) benannt und untersucht werden.